# Goniagnathus symphysis
Goniagnathus symphysis är en insektsart som beskrevs av Dash och Chandrasekhara A. Viraktamath 2001. Goniagnathus symphysis ingår i släktet Goniagnathus och familjen dvärgstritar. Inga underarter finns listade i Catalogue of Life.